# František Hlavica
František Hlavica (23. ledna 1885 Vsetín – 16. července 1952 Vsetín) byl akademický malíř, ilustrátor, básník a vysokoškolský profesor.

## Život

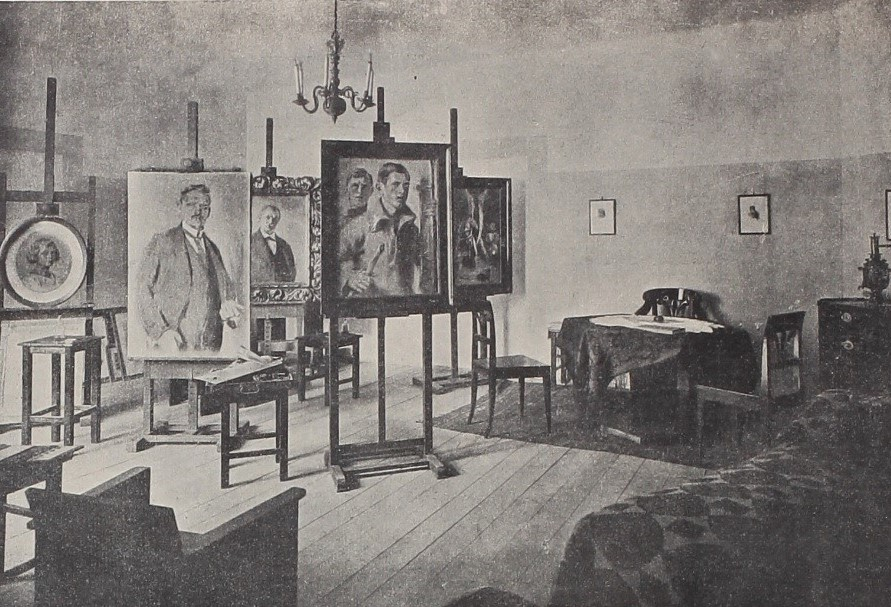
Hlavicův ateliér, 1922

František Hlavica se narodil ve Vsetíně. Jeho otec František Jan Hlavica byl řezbář a lidový muzikant, hráč na harfu, housle a kontrabas, matka Anna Slováčková byla sopránová zpěvačka a vyšívačka z Nitry. František Pocházel ze šesti sourozenců z nichž dva, Emil a Rudolf byli rovněž umělecky nadaní. Františkův talent byl objeven již v měšťanské škole ve Vsetíně, když kreslil portréty křídou na mostě nebo v hodinách. Někteří bohatší občané jej na popud soudního rady, otce jeho spolužáka, posléze podpořili při studiích na Odborné škole pro zpracování dřeva ve Valašském Meziříčí. Měl se původně stát otcovým nástupcem v řezbářské dílně. Touha po malování jej však po dvou letech dovedla až do Prahy na malířskou akademii. V roce 1901 složil přijímací zkoušky a nastoupil do přípravky. Příspěvky vsetínských radních mu však v Praze nestačily. V roce 1902 pokračoval ve studiu v malířské speciálce prof. Hanuše Schwaigera, který jej doporučil několika pražským mecenášům. Během studia obdržel Hlavica stipendium Hlávkovy nadace, několikrát získal první cenu na žákovských výstavách Akademie a byl představen císaři Františku Josefovi I. jako nejlepší žák. Uznání si získal také u matky, která odsuzovala otcův bohémský život umělce. Hlavicovi se díky tomu dařilo lépe, pražští hodnostáři si u něj objednávali portréty a sběratelé si od něj kupovali akvarely. Dobrá finanční situace Františkovi dovolila podpořit svoji rodinu, bratra Evžena nechal zapsat na obchodní akademii, bratra Emila podpořil v rozhodnutí stát se sochařem.
V roce 1907 ukončil úspěšně studium a nastoupil na vojenskou službu jako jednoroční dobrovolník v 75. pěšímu pluku v Praze. Po vojenské službě se vydal na osm měsíců do Itálie a po návratu žil střídavě v Praze a ve Vsetíně. V roce 1910 vystavoval v pražském Rudolfinu a následně obdržel stipendium na cestu do Španělska, kde strávil rok. V průběhu první světové války narukoval a převážnou část strávil na východní frontě, kde se zúčastnil bojů v zákopech. Během války tvorby nezanechal a ve volných chvílích skicoval a maloval akvarely. Koncem roku 1917 byl převelen do Krakova k leteckému oddílu, kde se při práci v tiskárně naučil techniku litografie. V roce 1918 byl jako technický důstojník poslán na italskou frontu. Byl raněn do pravé ruky a konec války strávil ve Vídni.

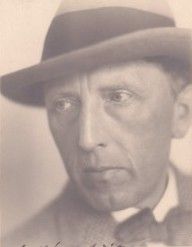
František Hlavica

Po válce se usadil v Brně, kde se svými bratry, patřil k vedoucím osobnostem brněnského kulturního života. Roku 1924 zachytil první návštěvu T. G. Masaryka na Masarykově univerzitě v Brně a posléze byl pozván na prezidentovo letní sídlo v Topolčiankách, kde společně s bratrem Emilem Masaryka a o rok později i jeho rodinu, portrétoval. Díky nabytému přátelství s rodinou Masaryků procestoval Hlavica, díky podpoře prezidenta, Francii a Velkou Británii, kde byl hostem Jana Masaryka. Díky cestám se za život naučil plynule mluvit šesti jazyky. V roce 1929 byl jmenován profesorem krajinářského a figurálního kreslení na Vysokém učení technickém v Brně. Dál jezdil na Valašsko do Nového Hrozenkova a v roce 1931 si postavil podle návrhu architekta Dušana Jurkoviče chatu na Kohútce, která však vzápětí vyhořela a musela být obnovena. Během hospodářské krize 30. let pomáhal svým sourozencům, staral se o nemocného bratra Evžena, avšak František brzy sám začal mít zdravotní problémy s opakujícím zánětem nervů a bronchiálním astma.
Dne 17. srpna 1937 byl atelier Františka Hlavici vykraden.
V roce 1938 se Hlavica stal děkanem fakulty architektury a pozemního stavitelství na VUT v Brně, v témže roce mu zemřel otec.
František Hlavice byl členem Pánského klubu v Brně, Rotary klubu v Brně a Španělského klubu v Brně.
František Hlavica byl velmi plodný a namaloval mnoho obrazů, portrétoval význačné osobnosti a ilustroval knihy valašských spisovatelů. Zemřel ve Vsetíně v roce 1952 ve věku šedesáti sedmi let a byl uložen do rodinné hrobky na vsetínském hřbitově.

## Dílo

### Portréty
- T. G. Masaryk[11]
- Petr Bezruč
- Jan Kubelík
- Olga Masaryková
- manželé Suczekovi[12]

a další

## Galerie

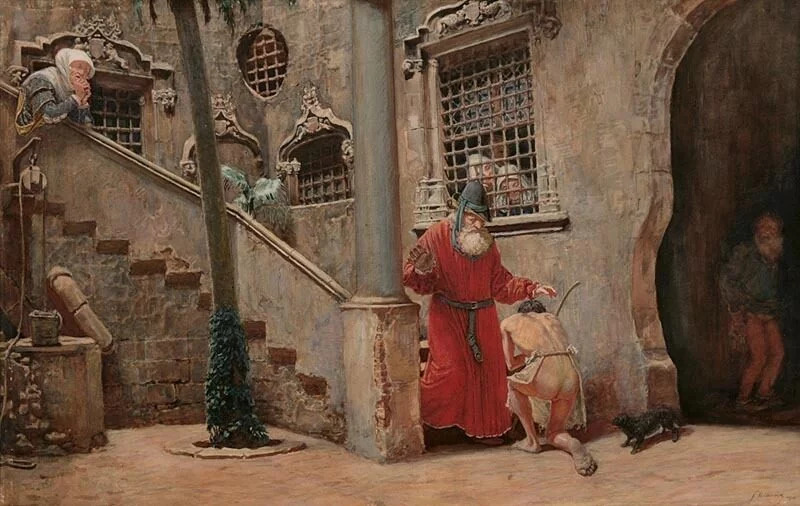
Návrat ztraceného syna, 1911
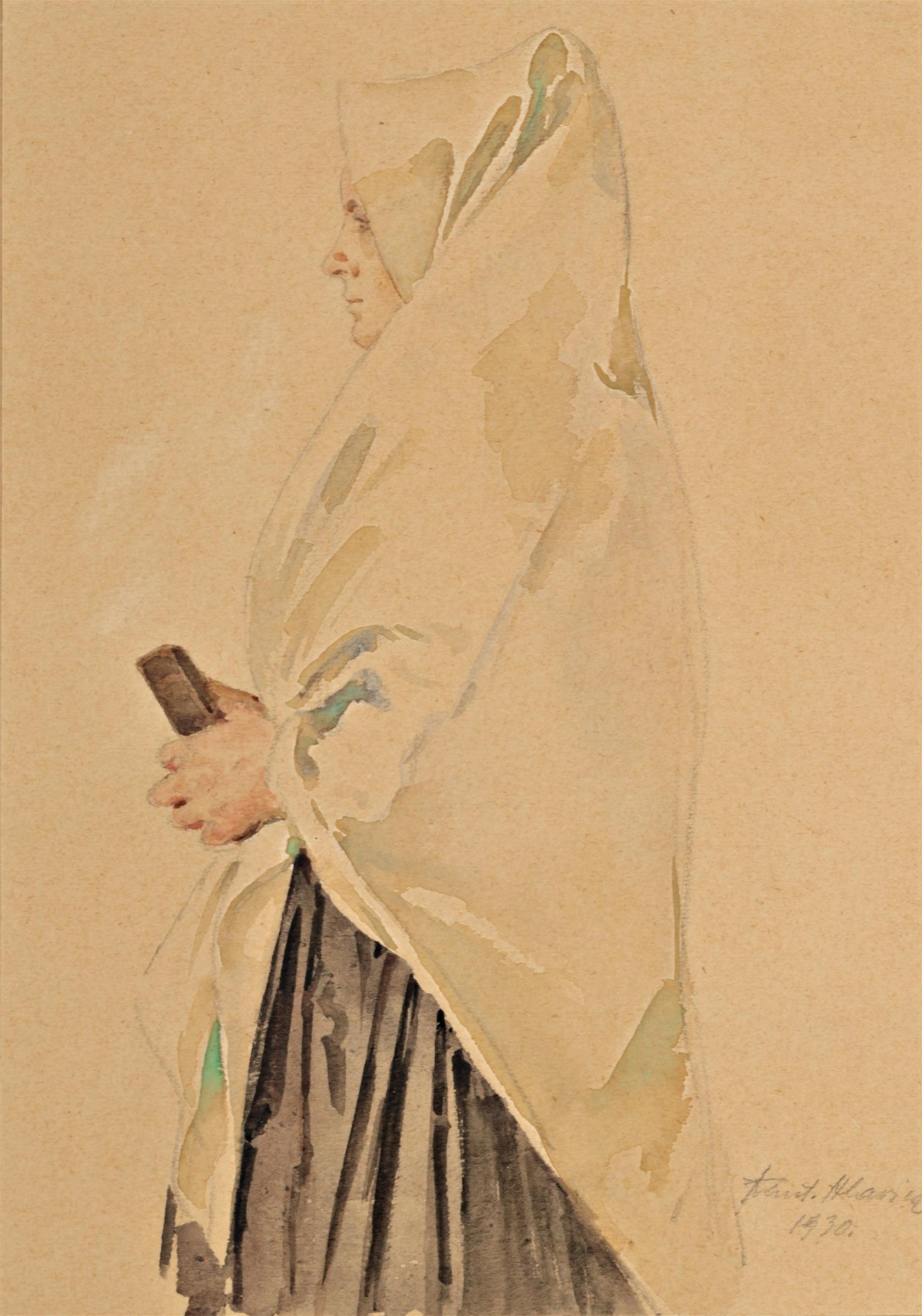
Žena v šátku, 1930
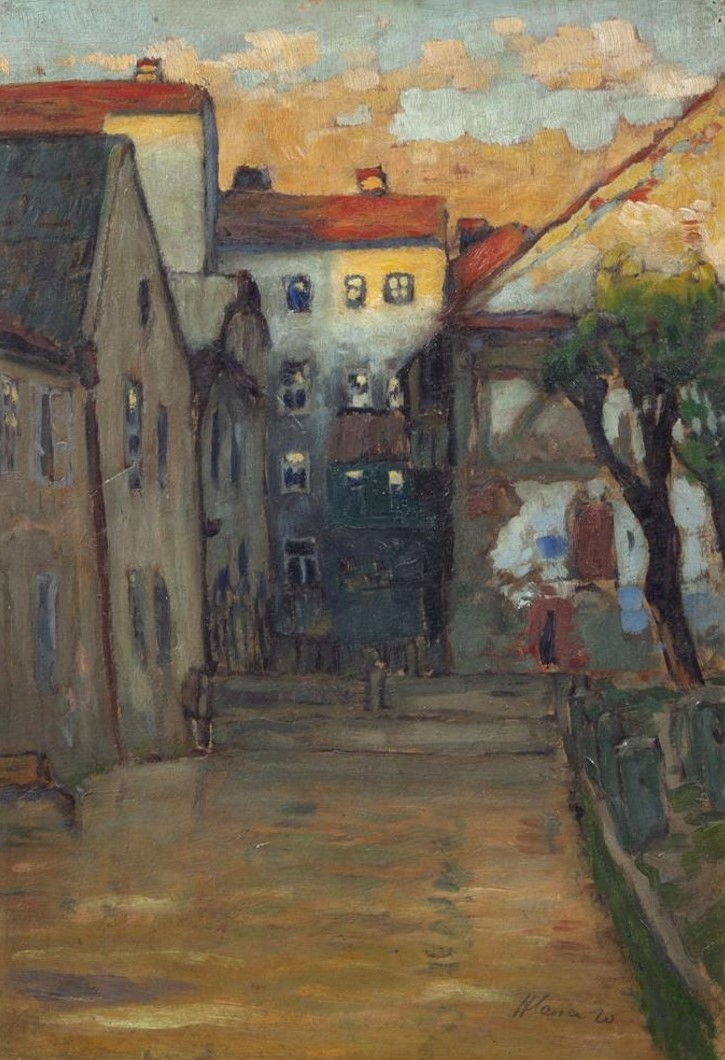
Městské zákoutí, 1920
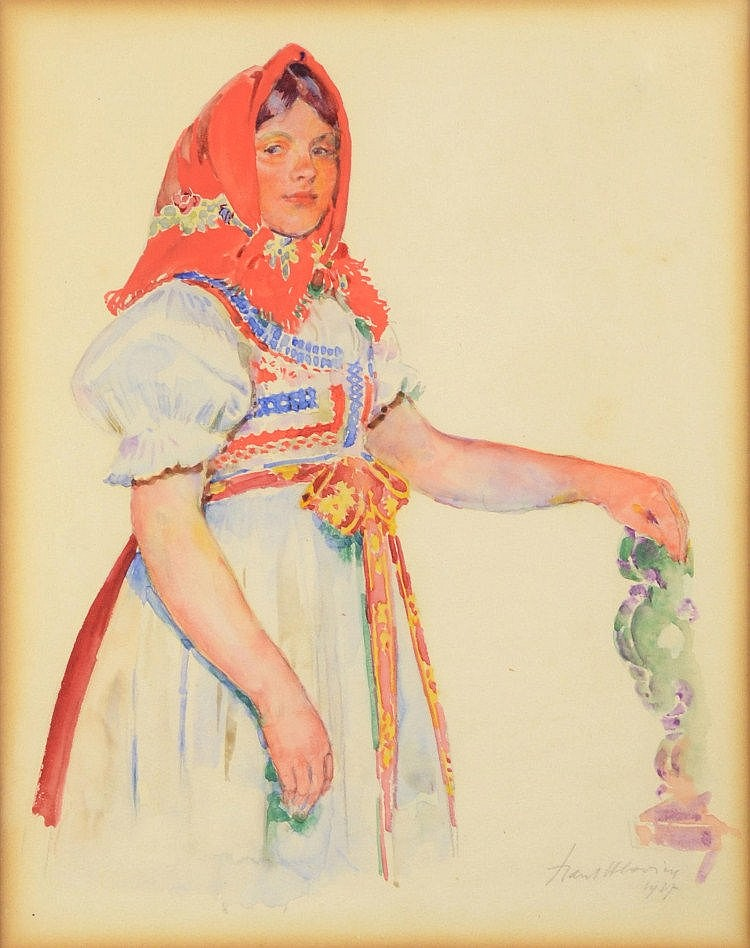
Dívka v kroji, 1927
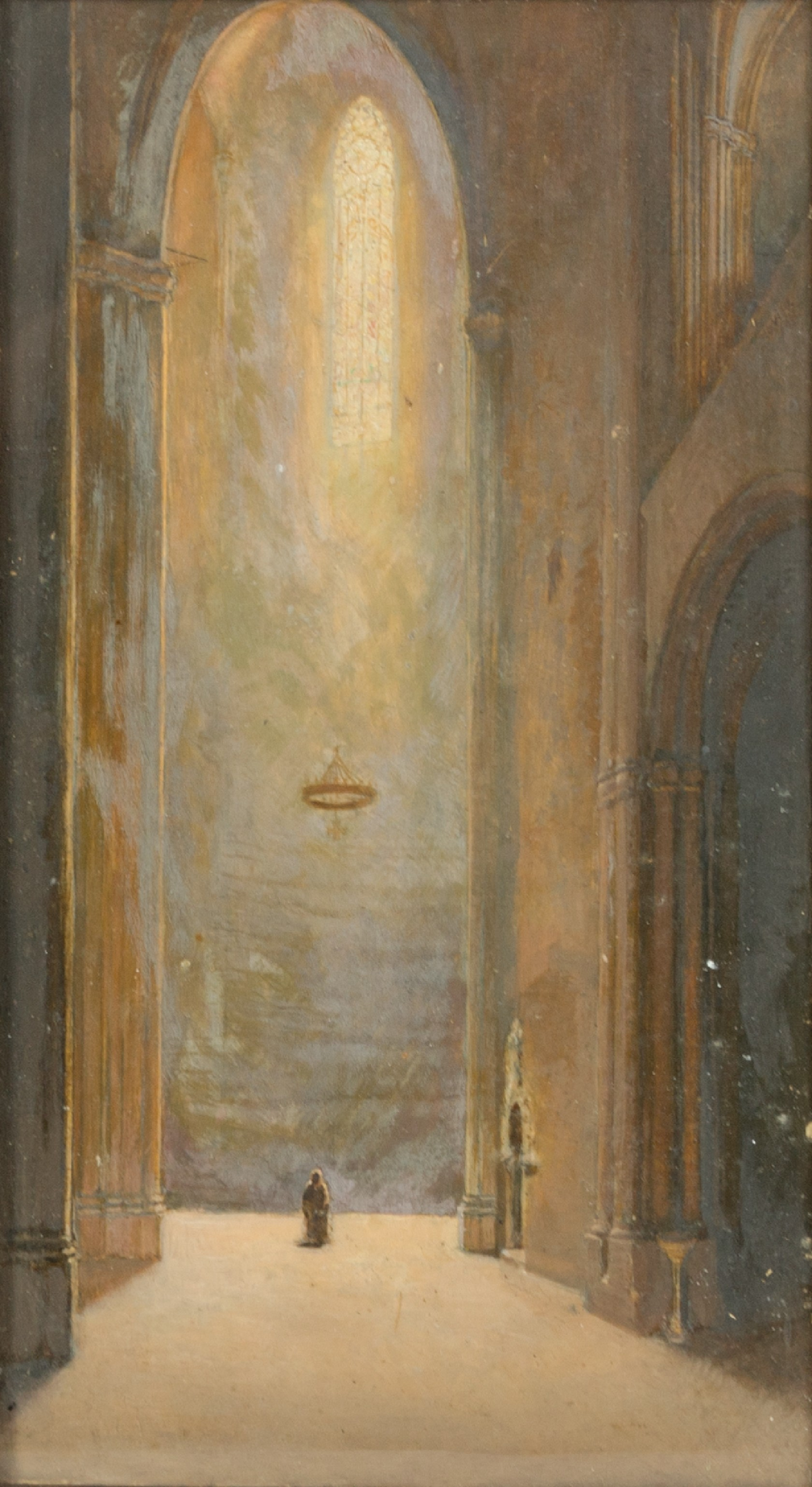
Vnitřek chrámu
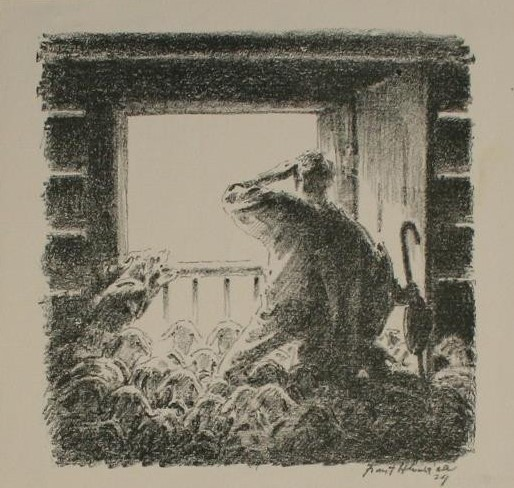
Pastýř
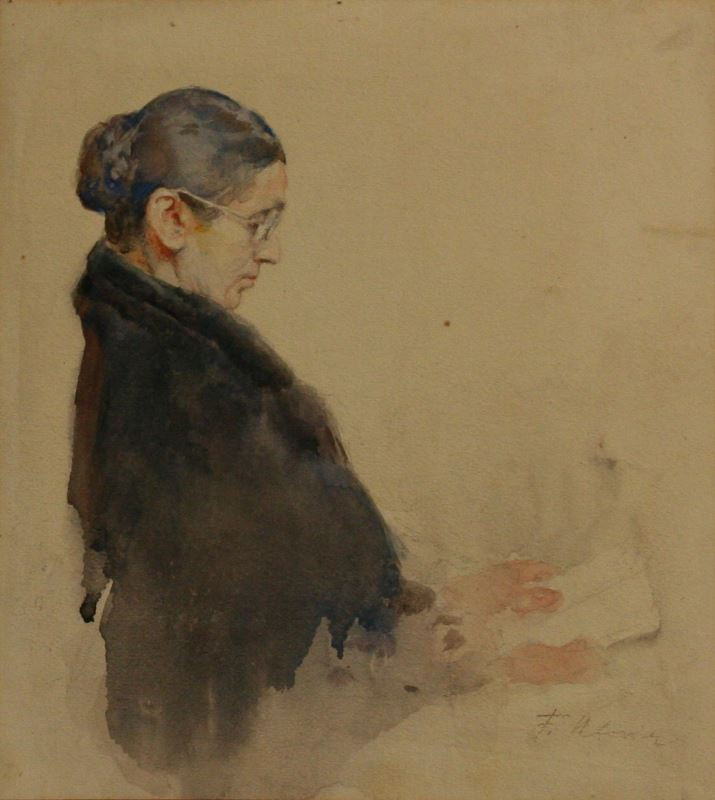
Matka při čtení
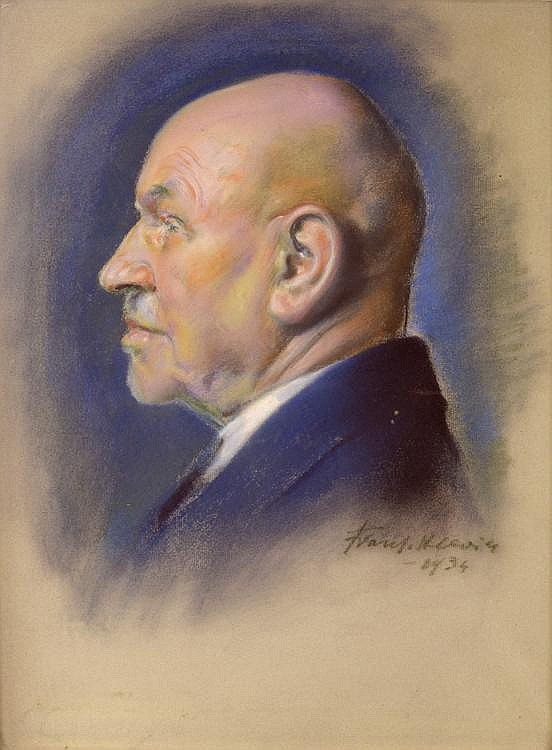
Portrét muže, 1934
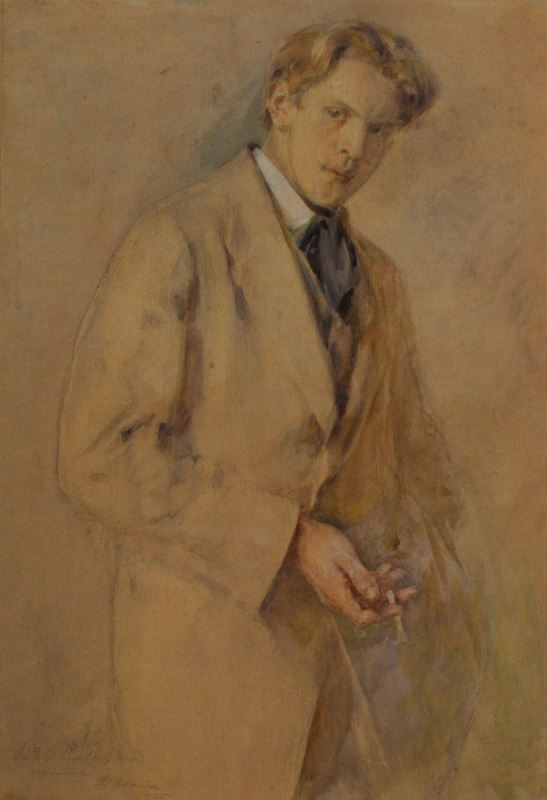
Portrét básníka Josefa Chaloupky
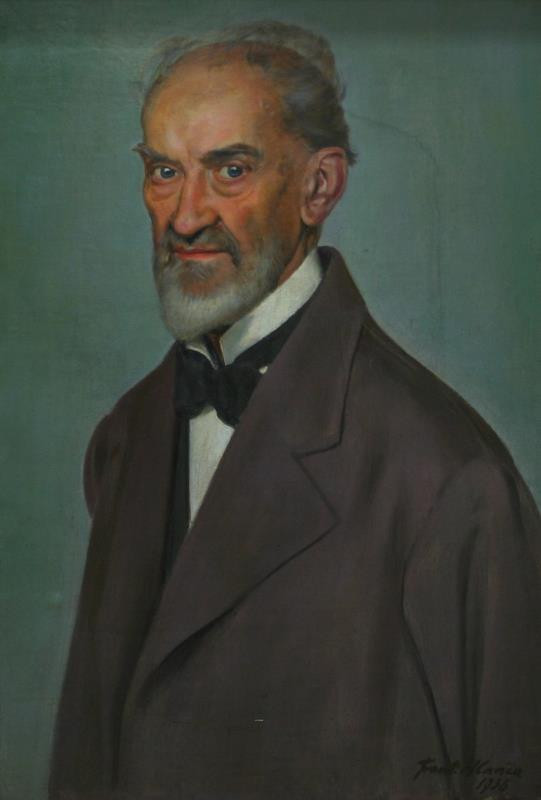
Portrét ředitele Vesny Františka Mareše
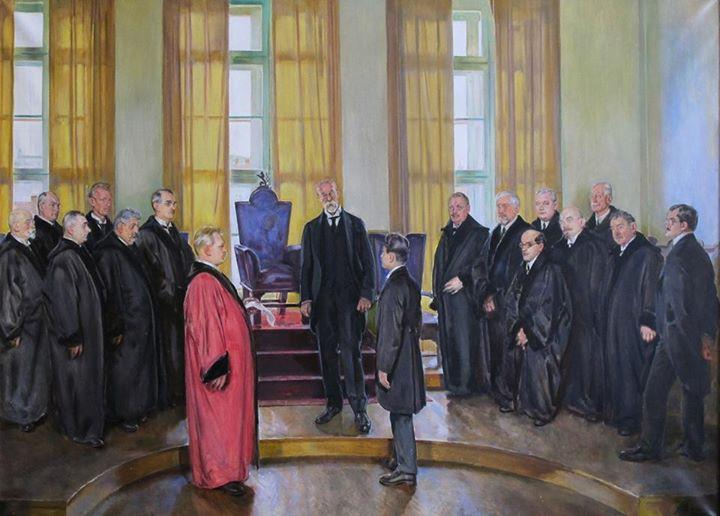
První návštěva T. G. Masaryka na Masarykově univerzitě, 1924
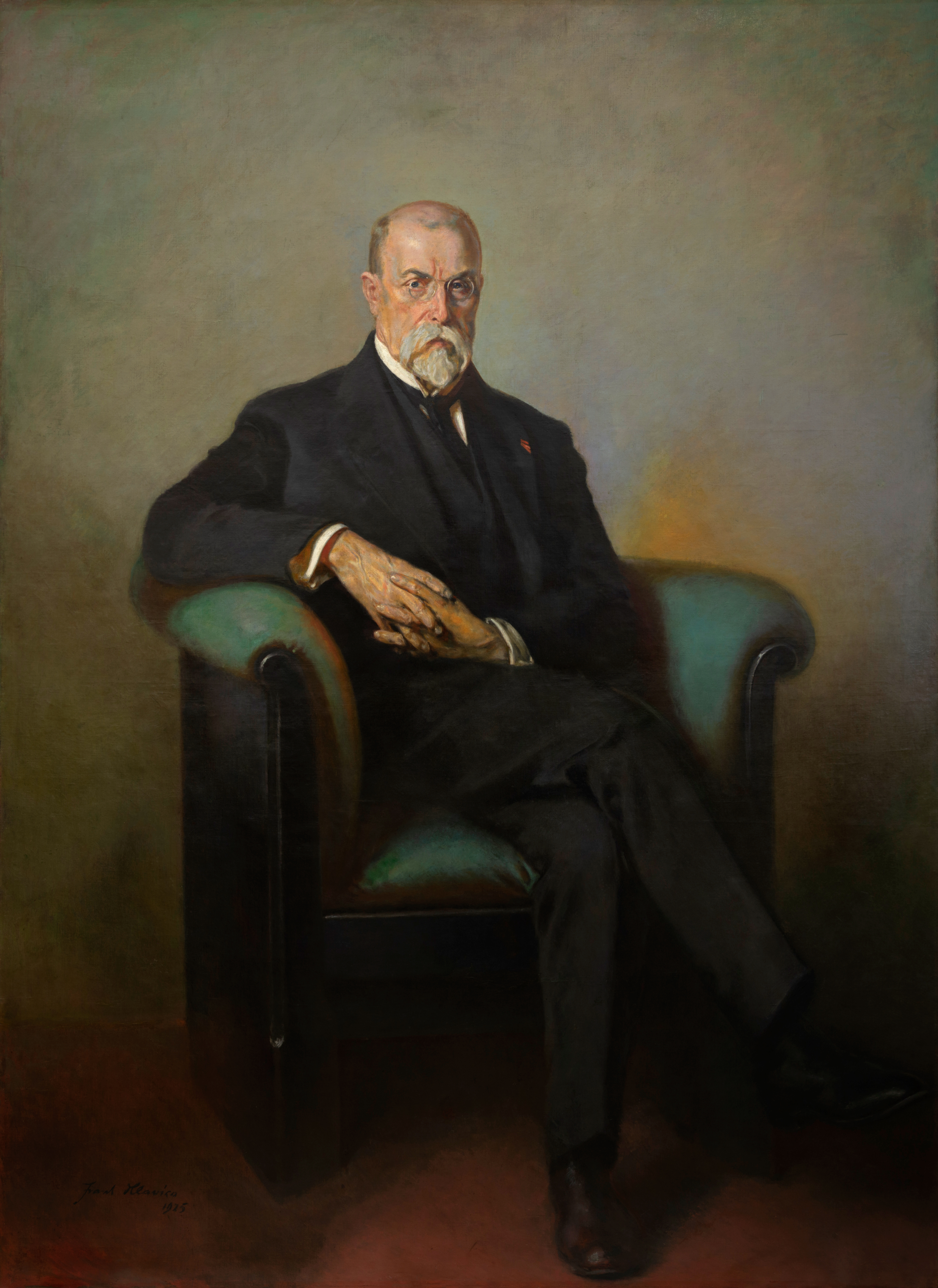
Portrét T. G. Masaryka, 1925